# Късомуцунеста есетра
Късомуцунестата есетра (Acipenser brevirostrum) е вид лъчеперка от семейство Есетрови (Acipenseridae). Видът е застрашен от изчезване.

## Разпространение
Видът е разпространен в Канада (Ню Брънзуик) и САЩ (Вашингтон, Вирджиния, Джорджия, Кънектикът, Масачузетс, Мейн, Мериленд, Ню Джърси, Ню Йорк, Ню Хампшър, Пенсилвания, Род Айлънд, Северна Каролина, Флорида и Южна Каролина).